# Les Cerises de Bout de Zan
Les Cerises de Bout de Zan est un film muet français réalisé par Louis Feuillade et sorti en 1913.

## Fiche technique
- Titre : Les Cerises de Bout de Zan
- Réalisation : Louis Feuillade
- Scénario : Louis Feuillade
- Société de production : Société des Etablissements L. Gaumont
- Format : Muet - Noir et blanc - 1,33:1 - 35 mm
- Genre : Comédie
- Date de sortie : France : août 1913

## Distribution
- René Poyen : Bout de Zan